# Henry Edward Manning
Henry Edward Manning (Totteridge, 15. srpnja 1808. – London, 14. siječnja 1892.), engleski katolički biskup i kardinal.

## Životopis
Godine 1832. zaređen je za anglikanskog svećenika.
Godine 1851. pod utjecajem J. H. Newmana postao je katolik te je zaređen za svećenika. Od 1865. postao je nadbiskup Westminstera te kardinal (1875.).
Sudjelovao je na Prvom vatikanskom saboru.
Glavna djela:
- „Jedinstvo Crkve”
- „Temelji vjere”
- „Dostojanstvo i pravo na rad”
- „Katolička crkva i moderno društvo”.

### Mrežna sjedišta
- Henry Edward Cardinal Manning †. catholic-hierarchy.org (engleski). Pristupljeno 15. lipnja 2023.
- Manning, Henry Edward. www.proleksis.lzmk.hr. Pristupljeno 15. lipnja 2023.